# Futbolista del año en Ucrania (Komanda)
El premio al Futbolista del año en Ucrania versión Komanda o Vyscha Liha Footballer of the Year es un galardón anual otorgado al mejor jugador de la Liga Premier de Ucrania por el periódico Komanda. Es un premio alternativo al Futbolista del año en Ucrania, que es otorgado por el diario "Ukrainskiy Football".

## Palmarés
| Año  | Jugador            | Club                     |
| ---- | ------------------ | ------------------------ |
| 1995 | Yuri Kalitvintsev  | FC Dinamo de Kiev        |
| 1996 | Serhiy Rebrov      | FC Dinamo de Kiev        |
| 1997 | Andriy Shevchenko  | FC Dinamo de Kiev        |
| 1998 | Serhiy Rebrov      | FC Dinamo de Kiev        |
| 1999 | Serhiy Rebrov      | FC Dinamo de Kiev        |
| 2000 | Andriy Vorobei     | FC Shajtar Donetsk       |
| 2001 | Valentín Belkevich | FC Dinamo de Kiev        |
| 2002 | Anatoli Timoshchuk | FC Shajtar Donetsk       |
| 2003 | Valentín Belkevich | FC Dinamo de Kiev        |
| 2004 | Oleksandr Rykun    | FC Dnipro Dnipropetrovsk |
| 2005 | Oleg Gúsev         | FC Dinamo de Kiev        |
| 2006 | Serhiy Nazarenko   | FC Dnipro Dnipropetrovsk |
| 2007 | Serhiy Nazarenko   | FC Dnipro Dnipropetrovsk |
| 2008 | Jajá Coelho        | FC Metalist Járkov       |
| 2009 | Artem Milevski     | FC Dinamo de Kiev        |
| 2010 | Andriy Piatov      | FC Shajtar Donetsk       |
| 2011 | Andriy Yarmolenko  | FC Dinamo de Kiev        |
| 2012 | Henrij Mjitaryán   | FC Shajtar Donetsk       |
| 2013 | Yevhen Konoplianka | FC Dnipro Dnipropetrovsk |
| 2014 | Andriy Yarmolenko  | FC Dinamo de Kiev        |

## Premio especial

### 2008
| Ganador                                                                | Club |
| ---------------------------------------------------------------------- | --- |
| Andriy Piatov Papa Gueye Darijo Srna Edmar Fernandinho Ismaël Bangoura | FC Shajtar Donetsk FC Metalist Járkov FC Shajtar Donetsk Tavriya/Metalist FC Shajtar Donetsk FC Dinamo de Kiev |